# Tutóia
Tutoia es un municipio brasileño del estado del Maranhão. Su población estimada en 2010 por el IBGE fue de 52.711 habitantes.
Localizada en la microrregión del Bajo Parnaíba, compuesta por playas, mangues, dunas, lagos y ríos.